# بيتر رايت (عازف الأرغن)
بيتر رايت (بالإنجليزية: Peter Wright)‏ هو عازف الأرغن بريطاني، ولد في 6 مارس 1954.